# Пафнутий (Федосеев)
Митрополит Пафнутий (рум. Mitropolitul Pafnutie, в миру Петр Федосеев, рум. Piotr Fedoseev; ок. 1863 — 26 марта (8) апреля 1939) — епископ Русской православной старообрядческой церкви в Румынии, митрополит Белокриницкий (1928—1939).

## Биография
Проживал в Белой Кринице.
21 ноября 1926 года поставлен в епископа Браиловского.
8 июня 1928 года возведён в митрополита Белокриницкого.
Правление его отличалось смутами и волнениями в Измаильской епархии из-за её епископа Феогена, под влиянием которого и находился митрополит Пафнутий. Наконец в мае 1936 года состоялся собор, который единогласно утвердил епископа Силуяна (Кравцова) на Измаильской кафедре, а Феогена окончательно удалил на покой. Измаильская и Кишинёвская епархии были канонически присоединены к остальным старообрядческим епархиям в Румынии, о чём и послано соответствующее извещение Московской архиепископии.
В сентябре 1935 года в Буковине происходили манёвры румынской армии под командованием короля Кароля II. Вместе со всей своей свитой и со всем штабом армии он посетил им Белокриницкую митрополию, что было описано со всеми подробностями во всех румынских газетах, обильно снабжённых при этом многочисленными фотографиями, заснятыми в митрополии.
В августе 1937 года митрополию посетил митрополит Буковинский Виссарион (Пую). 
Скончался 26 марта (8) апреля 1939 года в возрасте 76 лет и похоронен в Белокриницком монастыре.